# Amberley (Gloucestershire)
Amberley – wieś w Anglii, w hrabstwie Gloucestershire, w dystrykcie Stroud. Leży 19 km na południe od miasta Gloucester i 146 km na zachód od Londynu.